# 2010-es IIHF divízió I-es jégkorong-világbajnokság
A 2010-es IIHF divízió I-es jégkorong-világbajnokság A csoportját április 19. és április 25. között Hollandiában, a B csoportját április 17. és április 23. között Szlovéniában rendezték. A vb-n 12 válogatott vett részt, két hatos csoportban.

## Résztvevők
A világbajnokságon az alábbi 12 válogatott vett részt. A 2009-es IIHF világbajnokság 15. helyezettje, Németország nem esett ki, mert ott rendezték a 2010-es IIHF világbajnokságot.
A csoport
| Csapat    | Kvalifikáció módja                                                      |
| --------- | ----------------------------------------------------------------------- |
| Ausztria  | Előző évben a főcsoport 14. helyén végzett és kiesett.                  |
| Ukrajna   | Előző évben a divízió I B csoportjának 2. helyén végzett.               |
| Japán     | előző évben a divízió I A csoportjának 3. helyén végzett.               |
| Litvánia  | Előző évben a divízió I A csoportjának 4. helyén végzett.               |
| Hollandia | Rendező, Előző évben a divízió I B csoportjának 5. helyén végzett.      |
| Szerbia   | Előző évben a divízió II A csoportjának 1. helyén végzett és feljutott. |

B csoport
| Csapat         | Kvalifikáció módja                                                      |
| -------------- | ----------------------------------------------------------------------- |
| Magyarország   | Előző évben a főcsoport 16. helyén végzett és kiesett.                  |
| Szlovénia      | Rendező, előző évben a divízió I A csoportjának 2. helyén végzett.      |
| Nagy-Britannia | Előző évben a divízió I B csoportjának 3. helyén végzett.               |
| Lengyelország  | Előző évben a divízió I B csoportjának 4. helyén végzett.               |
| Horvátország   | Előző évben a divízió I A csoportjának 5. helyén végzett.               |
| Dél-Korea      | Előző évben a divízió II B csoportjának 1. helyén végzett és feljutott. |

## Eredmények
| Jelmagyarázat                                        |
| ---------------------------------------------------- |
| Feljutott a 2011-es IIHF jégkorong-világbajnokságra. |
| Kiesett a divízió II-be.                             |

### A csoport
| Nemzet    | M | Gy | HGy | HV | V | G+ | G- | Gk  | P  |
| --------- | - | -- | --- | -- | - | -- | -- | --- | -- |
| Ausztria  | 5 | 5  | 0   | 0  | 0 | 28 | 5  | 23  | 15 |
| Ukrajna   | 5 | 4  | 0   | 0  | 1 | 39 | 12 | 27  | 12 |
| Japán     | 5 | 3  | 0   | 0  | 2 | 17 | 7  | 10  | 9  |
| Hollandia | 5 | 1  | 1   | 0  | 3 | 11 | 19 | -8  | 5  |
| Litvánia  | 5 | 1  | 0   | 0  | 4 | 19 | 33 | -14 | 3  |
| Szerbia   | 5 | 0  | 0   | 1  | 4 | 8  | 46 | -38 | 1  |

| 2010. április 19. 13:30 | Litvánia | 5–12 (0–2, 4–4, 1–6) | Ukrajna | IJssportcentrum Nézőszám: 500 |

| Jegyzőkönyv | Jegyzőkönyv       | Jegyzőkönyv                                    | Jegyzőkönyv                           | Jegyzőkönyv                   |
| --- | ----------------- | ---------------------------------------------- | ------------------------------------- | ----------------------------- |
| | Arturas Kuzmicius | Kapusok                                        | Vadryn Seliverstov Kostiantyn Simchuk | Játékvezető: Jimmy Bergamelli |
| \| \| 0–1 \| 3:35 – Materukhin (Shafarenko, Timchenko) \| \| \| 0–2 \| 14:17 – Mikhnov (Kasianchuk, Klymentiev) \| \| \| 0–3 \| 21:07 – Varlamov (Salnikov, Sriubko) (PP) \| \| \| 0–4 \| 22:00 – Timchenko (Materukhin, Pobiedonostsev) \| \| 22:25 – Kumeliauskas (Alisauskas, Verenis) \| 1–4 \| \| \| \| 1–5 \| 23:59 – Salnikov (Varlamov, Navarenko) \| \| 25:34 – Kumeliauskas (Katulis) (PP2) \| 2–5 \| \| \| 32:04 – Slikas (Katulis, Visockas) \| 3–5 \| \| \| 35:10 – Kumeliauskas (Verenis, Kulevicius) \| 4–5 \| \| \| \| 4–6 \| 36:35 – Kasianchuk (Mikhnov, Shakhraychuk) \| \| \| 4–7 \| 43:10 – Bondariev (Isayenko, Nimenko) \| \| \| 4–8 \| 44:27 – Shafarenko (Timchenko, Pobiedonostsev) \| \| 53:20 – Kulevicius (Kumeliauskas, Alisauskas) \| 5–8 \| \| \| \| 5–9 \| 54:44 – Shakhraychuk (Mikhnov, Kasianchuk) \| \| \| 5–10 \| 57:10 – Kasianchuk \| \| \| 5–11 \| 58:48 – Tsyrul (Salnikov, Varlamov) \| \| \| 5–12 \| 59:46 – Materukhin (Shafarenko, Timchenko) \| |                   |                                                |                                       | Játékvezető: Jimmy Bergamelli |
| 12 perc | Büntetések        | 10 perc                                        |                                       | Játékvezető: Jimmy Bergamelli |
| 35 | Lövések           | 43                                             |                                       | Játékvezető: Jimmy Bergamelli |
| | 0–1               | 3:35 – Materukhin (Shafarenko, Timchenko)      |                                       | Játékvezető: Jimmy Bergamelli |
| | 0–2               | 14:17 – Mikhnov (Kasianchuk, Klymentiev)       |                                       | Játékvezető: Jimmy Bergamelli |
| | 0–3               | 21:07 – Varlamov (Salnikov, Sriubko) (PP)      |                                       | Játékvezető: Jimmy Bergamelli |
| | 0–4               | 22:00 – Timchenko (Materukhin, Pobiedonostsev) |                                       |                               |
| 22:25 – Kumeliauskas (Alisauskas, Verenis) | 1–4               |                                                |                                       |                               |
| | 1–5               | 23:59 – Salnikov (Varlamov, Navarenko)         |                                       |                               |
| 25:34 – Kumeliauskas (Katulis) (PP2) | 2–5               |                                                |                                       |                               |
| 32:04 – Slikas (Katulis, Visockas) | 3–5               |                                                |                                       |                               |
| 35:10 – Kumeliauskas (Verenis, Kulevicius) | 4–5               |                                                |                                       |                               |
| | 4–6               | 36:35 – Kasianchuk (Mikhnov, Shakhraychuk)     |                                       |                               |
| | 4–7               | 43:10 – Bondariev (Isayenko, Nimenko)          |                                       |                               |
| | 4–8               | 44:27 – Shafarenko (Timchenko, Pobiedonostsev) |                                       |                               |
| 53:20 – Kulevicius (Kumeliauskas, Alisauskas) | 5–8               |                                                |                                       |                               |
| | 5–9               | 54:44 – Shakhraychuk (Mikhnov, Kasianchuk)     |                                       |                               |
| | 5–10              | 57:10 – Kasianchuk                             |                                       |                               |
| | 5–11              | 58:48 – Tsyrul (Salnikov, Varlamov)            |                                       |                               |
| | 5–12              | 59:46 – Materukhin (Shafarenko, Timchenko)     |                                       |                               |

| 2010. április 19. 17:00 | Szerbia | 0–13 (0–7, 0–3, 0–3) | Ausztria | IJssportcentrum Nézőszám: 800 |

| Jegyzőkönyv | Jegyzőkönyv   | Jegyzőkönyv                             | Jegyzőkönyv    | Jegyzőkönyv               |
| --- | ------------- | --------------------------------------- | -------------- | ------------------------- |
| | Milan Lukovic | Kapusok                                 | Reinhard Divis | Játékvezető: Swen Bergman |
| \| \| 0–1 \| 3:57 – Hager (Kaspitz, Harland) (PP) \| \| \| 0–2 \| 6:28 – Unterluggauer (Koch, Welser) \| \| \| 0–3 \| 9:14 – Setzinger (Koch, Welser) \| \| \| 0–4 \| 13:16 – Tratting (Setzinger, Koch) (PP) \| \| \| 0–5 \| 17:00 – Koch (Setzinger, Welser) \| \| \| 0–6 \| 17:18 – Pock (Kaspitz, Unterluggauer) \| \| \| 0–7 \| 19:33 – Harrand (Schuller) \| \| \| 0–8 \| 25:18 – Schuller (SH) \| \| \| 0–9 \| 35:03 – Werenka (Tratting, Welser) \| \| \| 0–10 \| 39:13 – Welser (Tratting, Setzinger) \| \| \| 0–11 \| 44:02 – Welser (Werenka, Setzinger) \| \| \| 0–12 \| 53:42 – Welser (Harand, Unterluggauer) \| \| \| 0–13 \| 59:46 – Welser (Werenka, Setzinger) \| |               |                                         |                | Játékvezető: Swen Bergman |
| 12 perc | Büntetések    | 20 perc                                 |                | Játékvezető: Swen Bergman |
| 17 | Lövések       | 51                                      |                | Játékvezető: Swen Bergman |
| | 0–1           | 3:57 – Hager (Kaspitz, Harland) (PP)    |                | Játékvezető: Swen Bergman |
| | 0–2           | 6:28 – Unterluggauer (Koch, Welser)     |                | Játékvezető: Swen Bergman |
| | 0–3           | 9:14 – Setzinger (Koch, Welser)         |                | Játékvezető: Swen Bergman |
| | 0–4           | 13:16 – Tratting (Setzinger, Koch) (PP) |                |                           |
| | 0–5           | 17:00 – Koch (Setzinger, Welser)        |                |                           |
| | 0–6           | 17:18 – Pock (Kaspitz, Unterluggauer)   |                |                           |
| | 0–7           | 19:33 – Harrand (Schuller)              |                |                           |
| | 0–8           | 25:18 – Schuller (SH)                   |                |                           |
| | 0–9           | 35:03 – Werenka (Tratting, Welser)      |                |                           |
| | 0–10          | 39:13 – Welser (Tratting, Setzinger)    |                |                           |
| | 0–11          | 44:02 – Welser (Werenka, Setzinger)     |                |                           |
| | 0–12          | 53:42 – Welser (Harand, Unterluggauer)  |                |                           |
| | 0–13          | 59:46 – Welser (Werenka, Setzinger)     |                |                           |

| 2010. április 19. 20:30 | Hollandia | 1–3 (0–1, 0–2, 1–0) | Japán | IJssportcentrum Nézőszám: 2500 |

| Jegyzőkönyv | Jegyzőkönyv     | Jegyzőkönyv                             | Jegyzőkönyv     | Jegyzőkönyv                   |
| --- | --------------- | --------------------------------------- | --------------- | ----------------------------- |
| | Phil Groeneveld | Kapusok                                 | Yutaka Fukufuji | Játékvezető: Lars Brueggemann |
| \| \| 0–1 \| 3:39 – Tanaka (Suzuki, Yamashita) \| \| \| 0–2 \| 25:14 – Suzuki (Kawashima, Domeki) (PP) \| \| \| 0–3 \| 39:29 – Domeki (Suzuki) \| \| 59:59 – Dalhuisen (Houkes, Willemse) \| 1–3 \| \| |                 |                                         |                 | Játékvezető: Lars Brueggemann |
| 16 perc | Büntetések      | 8 perc                                  |                 | Játékvezető: Lars Brueggemann |
| 30 | Lövések         | 47                                      |                 | Játékvezető: Lars Brueggemann |
| | 0–1             | 3:39 – Tanaka (Suzuki, Yamashita)       |                 | Játékvezető: Lars Brueggemann |
| | 0–2             | 25:14 – Suzuki (Kawashima, Domeki) (PP) |                 | Játékvezető: Lars Brueggemann |
| | 0–3             | 39:29 – Domeki (Suzuki)                 |                 | Játékvezető: Lars Brueggemann |
| 59:59 – Dalhuisen (Houkes, Willemse) | 1–3             |                                         |                 |                               |

| 2010. április 20. 13:30 | Ausztria | 6–2 (1–1, 3–0, 2–1) | Litvánia | IJssportcentrum Nézőszám: 500 |

| Jegyzőkönyv | Jegyzőkönyv    | Jegyzőkönyv                             | Jegyzőkönyv                            | Jegyzőkönyv                |
| --- | -------------- | --------------------------------------- | -------------------------------------- | -------------------------- |
| | Reinhard Divis | Kapusok                                 | Nerijus Dauksevicius Arturas Kuzmicius | Játékvezető: Jacob Grumsen |
| \| \| 0–1 \| 14:29 – Katulis (Kuliesius, Bauba) (PP) \| \| 18:10 – Trattnig (Werenka, Setzinger) (PP2) \| 1–1 \| \| \| 28:16 – Latusa (Pewal, Lukas) \| 2–1 \| \| \| 34:45 – Koch (Werenka, Tratting) (PP) \| 3–1 \| \| \| 35:49 – Pock (Harand, Reichel) \| 4–1 \| \| \| 43:01 – Peintner (Kirisits) \| 5–1 \| \| \| 47:04 – Harand (Kaspitz, Hager) \| 6–1 \| \| \| \| 6–2 \| 49:40 – Vaiciukevicius \| |                |                                         |                                        | Játékvezető: Jacob Grumsen |
| 28 perc | Büntetések     | 32 perc                                 |                                        | Játékvezető: Jacob Grumsen |
| 55 | Lövések        | 23                                      |                                        | Játékvezető: Jacob Grumsen |
| | 0–1            | 14:29 – Katulis (Kuliesius, Bauba) (PP) |                                        | Játékvezető: Jacob Grumsen |
| 18:10 – Trattnig (Werenka, Setzinger) (PP2) | 1–1            |                                         |                                        | Játékvezető: Jacob Grumsen |
| 28:16 – Latusa (Pewal, Lukas) | 2–1            |                                         |                                        | Játékvezető: Jacob Grumsen |
| 34:45 – Koch (Werenka, Tratting) (PP) | 3–1            |                                         |                                        |                            |
| 35:49 – Pock (Harand, Reichel) | 4–1            |                                         |                                        |                            |
| 43:01 – Peintner (Kirisits) | 5–1            |                                         |                                        |                            |
| 47:04 – Harand (Kaspitz, Hager) | 6–1            |                                         |                                        |                            |
| | 6–2            | 49:40 – Vaiciukevicius                  |                                        |                            |

| 2010. április 20. 17:00 | Japán | 5–0 (1–0, 3–0, 1–0) | Szerbia | IJssportcentrum Nézőszám: 350 |

| Jegyzőkönyv | Jegyzőkönyv     | Jegyzőkönyv | Jegyzőkönyv                     | Jegyzőkönyv                   |
| --- | --------------- | ----------- | ------------------------------- | ----------------------------- |
| | Masahito Haruna | Kapusok     | Milan Lukovic Zvezdan Vidakovic | Játékvezető: Lars Brueggemann |
| \| 0:53 – Ueno (Tonosaki) (PP) \| 1–0 \| \| \| 29:37 – Iimura (Shigeno) (SH) \| 2–0 \| \| \| 35:40 – Nishiwaki (Ueno, Iimura) \| 3–0 \| \| \| 39:08 – Saito (Domeki) (SH) \| 4–0 \| \| \| 46:02 – Sato (Shigeno, Keller) \| 5–0 \| \| |                 |             |                                 | Játékvezető: Lars Brueggemann |
| 18 perc | Büntetések      | 14 perc     |                                 | Játékvezető: Lars Brueggemann |
| 41 | Lövések         | 18          |                                 | Játékvezető: Lars Brueggemann |
| 0:53 – Ueno (Tonosaki) (PP) | 1–0             |             |                                 | Játékvezető: Lars Brueggemann |
| 29:37 – Iimura (Shigeno) (SH) | 2–0             |             |                                 | Játékvezető: Lars Brueggemann |
| 35:40 – Nishiwaki (Ueno, Iimura) | 3–0             |             |                                 | Játékvezető: Lars Brueggemann |
| 39:08 – Saito (Domeki) (SH) | 4–0             |             |                                 |                               |
| 46:02 – Sato (Shigeno, Keller) | 5–0             |             |                                 |                               |

| 2010. április 20. 20:30 | Ukrajna | 9–2 (3–0, 4–1, 2–1) | Hollandia | IJssportcentrum Nézőszám: 2250 |

| Jegyzőkönyv | Jegyzőkönyv        | Jegyzőkönyv                                    | Jegyzőkönyv                   | Jegyzőkönyv                   |
| --- | ------------------ | ---------------------------------------------- | ----------------------------- | ----------------------------- |
| | Kostiantyn Simchuk | Kapusok                                        | Phil Groeneveld Ian Meierdres | Játékvezető: Jimmy Bergamelli |
| \| 3:00 – Matvichuk (Blagoi) \| 1–0 \| \| \| 14:40 – Kasianchuk (Mikhnov, Isayenko) \| 2–0 \| \| \| 16:54 – Bondariev (Blagoi, Nimenko) \| 3–0 \| \| \| 22:08 – Kasianchuk (Shakhraychuk, Mikhnov) \| 4–0 \| \| \| 24:29 – Mikhnov (Kasianchuk) \| 5–0 \| \| \| 28:37 – Shakhraychuk (Mikhnov, Kasianchuk) \| 6–0 \| \| \| \| 6–1 \| 35:11 – van Biezen (Dalhuisen, Willemse) (PP2) \| \| 35:57 – Isayenko (Shafarenko, Materukhin) (SH) \| 7–1 \| \| \| 49:56 – Bondariev (Ostroushko, Nimenko) \| 8–1 \| \| \| \| 8–2 \| 52:46 – de Jong (Wurm, Kars) \| \| 54:19 – Nimenko (Isayenko) \| 9–2 \| \| |                    |                                                |                               | Játékvezető: Jimmy Bergamelli |
| 24 perc | Büntetések         | 26 perc                                        |                               | Játékvezető: Jimmy Bergamelli |
| 48 | Lövések            | 23                                             |                               | Játékvezető: Jimmy Bergamelli |
| 3:00 – Matvichuk (Blagoi) | 1–0                |                                                |                               | Játékvezető: Jimmy Bergamelli |
| 14:40 – Kasianchuk (Mikhnov, Isayenko) | 2–0                |                                                |                               | Játékvezető: Jimmy Bergamelli |
| 16:54 – Bondariev (Blagoi, Nimenko) | 3–0                |                                                |                               | Játékvezető: Jimmy Bergamelli |
| 22:08 – Kasianchuk (Shakhraychuk, Mikhnov) | 4–0                |                                                |                               |                               |
| 24:29 – Mikhnov (Kasianchuk) | 5–0                |                                                |                               |                               |
| 28:37 – Shakhraychuk (Mikhnov, Kasianchuk) | 6–0                |                                                |                               |                               |
| | 6–1                | 35:11 – van Biezen (Dalhuisen, Willemse) (PP2) |                               |                               |
| 35:57 – Isayenko (Shafarenko, Materukhin) (SH) | 7–1                |                                                |                               |                               |
| 49:56 – Bondariev (Ostroushko, Nimenko) | 8–1                |                                                |                               |                               |
| | 8–2                | 52:46 – de Jong (Wurm, Kars)                   |                               |                               |
| 54:19 – Nimenko (Isayenko) | 9–2                |                                                |                               |                               |

| 2010. április 22. 13:30 | Ukrajna | 15–2 (1–1, 6–0, 8–1) | Szerbia | IJssportcentrum Nézőszám: 350 |

| Jegyzőkönyv | Jegyzőkönyv       | Jegyzőkönyv              | Jegyzőkönyv                     | Jegyzőkönyv                   |
| --- | ----------------- | ------------------------ | ------------------------------- | ----------------------------- |
| | Vadym Seliverstov | Kapusok                  | Zvezdan Vidakovic Milan Lukovic | Játékvezető: Lars Brueggemann |
| \| \| 0–1 \| 7:07 – Sretovic \| \| 13:03 – Sriubko (Tsyrul, Varlamov) \| 1–1 \| \| \| 21:44 – Materukhin (Timchenko, Shafarenko) \| 2–1 \| \| \| 23:39 – Tolkunov (Isayenko, Shakhraychuk) (PP) \| 3–1 \| \| \| 23:58 – Materukhin (Timchenko, Shafarenko) \| 4–1 \| \| \| 26:31 – Shakhraychuk (Kasianchuk, Mikhnov) \| 5–1 \| \| \| 29:45 – Shakhraychuk (Mikhnov) (PP) \| 6–1 \| \| \| 33:34 – Timchenko (Materukhin, Klymentiev) \| 7–1 \| \| \| 42:18 – Matvichuk (Salnikov, Varlamov) \| 8–1 \| \| \| 44:04 – Materukhin (Timchenko, Navarenko) (PP) \| 9–1 \| \| \| 46:01 – Kasianchuk (Nimenko) \| 10–1 \| \| \| 46:45 – Kasianchuk (Mikhnov, Isayenko) \| 11–1 \| \| \| 49:33 – Navarenko (Tolkunov, Shakhraychuk) (PP) \| 12–1 \| \| \| \| 12–2 \| 52:54 – Jankovic (Mamic) \| \| 55:52 – Varlamov (Salnikov, Matvichuk) \| 13–2 \| \| \| 56:53 – Mikhnov (Kasianchuk, Ostroushko) \| 14–2 \| \| \| 58:17 – Matvichuk \| 15–2 \| \| |                   |                          |                                 | Játékvezető: Lars Brueggemann |
| 8 perc | Büntetések        | 18 perc                  |                                 | Játékvezető: Lars Brueggemann |
| 50 | Lövések           | 20                       |                                 | Játékvezető: Lars Brueggemann |
| | 0–1               | 7:07 – Sretovic          |                                 | Játékvezető: Lars Brueggemann |
| 13:03 – Sriubko (Tsyrul, Varlamov) | 1–1               |                          |                                 | Játékvezető: Lars Brueggemann |
| 21:44 – Materukhin (Timchenko, Shafarenko) | 2–1               |                          |                                 | Játékvezető: Lars Brueggemann |
| 23:39 – Tolkunov (Isayenko, Shakhraychuk) (PP) | 3–1               |                          |                                 |                               |
| 23:58 – Materukhin (Timchenko, Shafarenko) | 4–1               |                          |                                 |                               |
| 26:31 – Shakhraychuk (Kasianchuk, Mikhnov) | 5–1               |                          |                                 |                               |
| 29:45 – Shakhraychuk (Mikhnov) (PP) | 6–1               |                          |                                 |                               |
| 33:34 – Timchenko (Materukhin, Klymentiev) | 7–1               |                          |                                 |                               |
| 42:18 – Matvichuk (Salnikov, Varlamov) | 8–1               |                          |                                 |                               |
| 44:04 – Materukhin (Timchenko, Navarenko) (PP) | 9–1               |                          |                                 |                               |
| 46:01 – Kasianchuk (Nimenko) | 10–1              |                          |                                 |                               |
| 46:45 – Kasianchuk (Mikhnov, Isayenko) | 11–1              |                          |                                 |                               |
| 49:33 – Navarenko (Tolkunov, Shakhraychuk) (PP) | 12–1              |                          |                                 |                               |
| | 12–2              | 52:54 – Jankovic (Mamic) |                                 |                               |
| 55:52 – Varlamov (Salnikov, Matvichuk) | 13–2              |                          |                                 |                               |
| 56:53 – Mikhnov (Kasianchuk, Ostroushko) | 14–2              |                          |                                 |                               |
| 58:17 – Matvichuk | 15–2              |                          |                                 |                               |

| 2010. április 22. 17:00 | Japán | 1–3 (0–2, 1–0, 0–1) | Ausztria | IJssportcentrum Nézőszám: 680 |

| Jegyzőkönyv | Jegyzőkönyv     | Jegyzőkönyv                             | Jegyzőkönyv    | Jegyzőkönyv               |
| --- | --------------- | --------------------------------------- | -------------- | ------------------------- |
| | Yutaka Fukufuji | Kapusok                                 | Reinhard Divis | Játékvezető: Sven Bergman |
| \| \| 0–1 \| 5:00 – Koch (Setzinger, Trattnig) (PP) \| \| \| 0–2 \| 8:28 – Koch (Setzinger, Trattnig) (PP) \| \| 30:35 – Saito (PP) \| 1–2 \| \| \| \| 1–3 \| 55:47 – Kaspitz (Harand, Trattnig) (SH) \| |                 |                                         |                | Játékvezető: Sven Bergman |
| 18 perc | Büntetések      | 16 perc                                 |                | Játékvezető: Sven Bergman |
| 17 | Lövések         | 32                                      |                | Játékvezető: Sven Bergman |
| | 0–1             | 5:00 – Koch (Setzinger, Trattnig) (PP)  |                | Játékvezető: Sven Bergman |
| | 0–2             | 8:28 – Koch (Setzinger, Trattnig) (PP)  |                | Játékvezető: Sven Bergman |
| 30:35 – Saito (PP) | 1–2             |                                         |                | Játékvezető: Sven Bergman |
| | 1–3             | 55:47 – Kaspitz (Harand, Trattnig) (SH) |                |                           |

| 2010. április 22. 20:30 | Litvánia | 1–4 (1–1, 0–2, 0–1) | Hollandia | IJssportcentrum Nézőszám: 2500 |

| Jegyzőkönyv | Jegyzőkönyv          | Jegyzőkönyv                                    | Jegyzőkönyv     | Jegyzőkönyv                |
| --- | -------------------- | ---------------------------------------------- | --------------- | -------------------------- |
| | Nerijus Dauskevicius | Kapusok                                        | Phil Groeneveld | Játékvezető: Jacob Grumsen |
| \| 13:40 – Pliskauskas (Vysniauskas, Katulis) (PP) \| 1–0 \| \| \| \| 1–1 \| 18:41 – van Biezen (van Sloun, Nazarov) (PP2) \| \| \| 1–2 \| 27:34 – van Sloun (van Biezen) \| \| \| 1–3 \| 31:18 – Teunissen (van Sloun, van Biezen) (PP) \| \| \| 1–4 \| 58:20 – Hagemeijer (EN) \| |                      |                                                |                 | Játékvezető: Jacob Grumsen |
| 36 perc | Büntetések           | 63 perc                                        |                 | Játékvezető: Jacob Grumsen |
| 30 | Lövések              | 44                                             |                 | Játékvezető: Jacob Grumsen |
| 13:40 – Pliskauskas (Vysniauskas, Katulis) (PP) | 1–0                  |                                                |                 | Játékvezető: Jacob Grumsen |
| | 1–1                  | 18:41 – van Biezen (van Sloun, Nazarov) (PP2)  |                 | Játékvezető: Jacob Grumsen |
| | 1–2                  | 27:34 – van Sloun (van Biezen)                 |                 | Játékvezető: Jacob Grumsen |
| | 1–3                  | 31:18 – Teunissen (van Sloun, van Biezen) (PP) |                 |                            |
| | 1–4                  | 58:20 – Hagemeijer (EN)                        |                 |                            |

| 2010. április 24. 13:30 | Ukrajna | 2–1 (0–0, 1–0, 1–1) | Japán | IJssportcentrum Nézőszám: 650 |

| Jegyzőkönyv | Jegyzőkönyv         | Jegyzőkönyv                      | Jegyzőkönyv     | Jegyzőkönyv               |
| --- | ------------------- | -------------------------------- | --------------- | ------------------------- |
| | Konstiantyn Simchuk | Kapusok                          | Yutaka Fukufuji | Játékvezető: Sven Bergman |
| \| 32:24 – Tolkunov (Mikhnov, Kasianchuk) (PP2) \| 1–0 \| \| \| \| 1–1 \| 57:31 – Suzuki (Saito, Yamshita) \| \| 58:35 – Materukhin (Timchenko, Shafarenko) \| 2–1 \| \| |                     |                                  |                 | Játékvezető: Sven Bergman |
| 16 perc | Büntetések          | 12 perc                          |                 | Játékvezető: Sven Bergman |
| 36 | Lövések             | 17                               |                 | Játékvezető: Sven Bergman |
| 32:24 – Tolkunov (Mikhnov, Kasianchuk) (PP2) | 1–0                 |                                  |                 | Játékvezető: Sven Bergman |
| | 1–1                 | 57:31 – Suzuki (Saito, Yamshita) |                 | Játékvezető: Sven Bergman |
| 58:35 – Materukhin (Timchenko, Shafarenko) | 2–1                 |                                  |                 | Játékvezető: Sven Bergman |

| 2010. április 24. 17:00 | Szerbia | 4–10 (0–3, 1–3, 3–4) | Litvánia | IJssportcentrum Nézőszám: 900 |

| Jegyzőkönyv | Jegyzőkönyv                     | Jegyzőkönyv                                         | Jegyzőkönyv                            | Jegyzőkönyv                   |
| --- | ------------------------------- | --------------------------------------------------- | -------------------------------------- | ----------------------------- |
| | Milan Lukovic Zvezdan Vidakovic | Kapusok                                             | Nerijus Dauksevicius Arturas Kuzmicius | Játékvezető: Jimmy Bergamelli |
| \| \| 0–1 \| 5:36 – Aliukonis (Vaiciukevicius, Pliskauskas) (PP) \| \| \| 0–2 \| 17:05 – Katulis (Vaiciukevicius, Kumeliauskas) \| \| \| 0–3 \| 19:29 – Kumeliauskas (Verenis, Lelenas) \| \| \| 0–4 \| 27:09 – Pliskauskas (Vaiciukevicius, Lelenas) \| \| \| 0–5 \| 28:26 – Kumeliauskas (Verenis, Kulevicius) \| \| \| 0–6 \| 38:23 – Verenis (Kumeliauskas, Alisauskas) (PP) \| \| 39:25 – Jacob (Milovanovic, Fournier) \| 1–6 \| \| \| 43:19 – Kosic (Prokic, Gabric) \| 2–6 \| \| \| 44:13 – Vucurevic (Babic, Bibic) \| 3–6 \| \| \| 45:15 – Sretovic (Gabric, Milovanovic) \| 4–6 \| \| \| \| 4–7 \| 47:04 – Katulis (Pliskauskas, Kumeliauskas) \| \| \| 4–8 \| 56:16 – Bauba (Kumeliauskas, Kuliesius) \| \| \| 4–9 \| 59:08 – Alisauskas (Bauba, Kumeliauskas) (SH) \| \| \| 4–10 \| 59:57 – Vaiciukevicius (Kulevicius, Pliskauskas) \| |                                 |                                                     |                                        | Játékvezető: Jimmy Bergamelli |
| 28 perc | Büntetések                      | 22 perc                                             |                                        | Játékvezető: Jimmy Bergamelli |
| 27 | Lövések                         | 53                                                  |                                        | Játékvezető: Jimmy Bergamelli |
| | 0–1                             | 5:36 – Aliukonis (Vaiciukevicius, Pliskauskas) (PP) |                                        | Játékvezető: Jimmy Bergamelli |
| | 0–2                             | 17:05 – Katulis (Vaiciukevicius, Kumeliauskas)      |                                        | Játékvezető: Jimmy Bergamelli |
| | 0–3                             | 19:29 – Kumeliauskas (Verenis, Lelenas)             |                                        | Játékvezető: Jimmy Bergamelli |
| | 0–4                             | 27:09 – Pliskauskas (Vaiciukevicius, Lelenas)       |                                        |                               |
| | 0–5                             | 28:26 – Kumeliauskas (Verenis, Kulevicius)          |                                        |                               |
| | 0–6                             | 38:23 – Verenis (Kumeliauskas, Alisauskas) (PP)     |                                        |                               |
| 39:25 – Jacob (Milovanovic, Fournier) | 1–6                             |                                                     |                                        |                               |
| 43:19 – Kosic (Prokic, Gabric) | 2–6                             |                                                     |                                        |                               |
| 44:13 – Vucurevic (Babic, Bibic) | 3–6                             |                                                     |                                        |                               |
| 45:15 – Sretovic (Gabric, Milovanovic) | 4–6                             |                                                     |                                        |                               |
| | 4–7                             | 47:04 – Katulis (Pliskauskas, Kumeliauskas)         |                                        |                               |
| | 4–8                             | 56:16 – Bauba (Kumeliauskas, Kuliesius)             |                                        |                               |
| | 4–9                             | 59:08 – Alisauskas (Bauba, Kumeliauskas) (SH)       |                                        |                               |
| | 4–10                            | 59:57 – Vaiciukevicius (Kulevicius, Pliskauskas)    |                                        |                               |

| 2010. április 24. 20:30 | Ausztria | 4–1 (2–1, 2–0, 0–0) | Hollandia | IJssportcentrum Nézőszám: 2500 |

| Jegyzőkönyv | Jegyzőkönyv    | Jegyzőkönyv                        | Jegyzőkönyv   | Jegyzőkönyv                   |
| --- | -------------- | ---------------------------------- | ------------- | ----------------------------- |
| | Reinhard Divis | Kapusok                            | Ian Meierdres | Játékvezető: Lars Brueggemann |
| \| 0:33 – Werenka (Koch, Setzinger) \| 1–0 \| \| \| \| 1–1 \| 6:40 – Bruinsma (Houkes, Willemse) \| \| 14:36 – Latusa (Pewal, Harand) \| 2–1 \| \| \| 26:35 – Koch (PS) \| 3–1 \| \| \| 27:33 – Reichel (Harand, Schuller) \| 4–1 \| \| |                |                                    |               | Játékvezető: Lars Brueggemann |
| 24 perc | Büntetések     | 8 perc                             |               | Játékvezető: Lars Brueggemann |
| 43 | Lövések        | 18                                 |               | Játékvezető: Lars Brueggemann |
| 0:33 – Werenka (Koch, Setzinger) | 1–0            |                                    |               | Játékvezető: Lars Brueggemann |
| | 1–1            | 6:40 – Bruinsma (Houkes, Willemse) |               | Játékvezető: Lars Brueggemann |
| 14:36 – Latusa (Pewal, Harand) | 2–1            |                                    |               | Játékvezető: Lars Brueggemann |
| 26:35 – Koch (PS) | 3–1            |                                    |               |                               |
| 27:33 – Reichel (Harand, Schuller) | 4–1            |                                    |               |                               |

| 2010. április 25. 13:30 | Japán | 7–1 (2–0, 2–1, 3–0) | Litvánia | IJssportcentrum Nézőszám: 1000 |

| Jegyzőkönyv | Jegyzőkönyv     | Jegyzőkönyv                            | Jegyzőkönyv                            | Jegyzőkönyv               |
| --- | --------------- | -------------------------------------- | -------------------------------------- | ------------------------- |
| | Masahito Haruna | Kapusok                                | Nerijus Dauksevicius Arturas Kuzmicius | Játékvezető: Sven Bergman |
| \| 14:45 – Tanaka (Suzuki, Keller) (PP2) \| 1–0 \| \| \| 15:22 – Tonosaki (Osawa, Ueno) (PP) \| 2–0 \| \| \| \| 2–1 \| 22:08 – Kieras (Verenis, Kumeliauskas) \| \| 24:04 – Kawashima (Suzuki, Tanaka) (PP) \| 3–1 \| \| \| 36:21 – Suzuki (Kawai, Iimura) \| 4–1 \| \| \| 42:18 – Ishioka (Tanaka, Sato) \| 5–1 \| \| \| 45:11 – Kawai (Iimura, Suzuki) \| 6–1 \| \| \| 59:20 – Ueno (Shigeno, Osawa) \| 7–1 \| \| |                 |                                        |                                        | Játékvezető: Sven Bergman |
| 16 perc | Büntetések      | 16 perc                                |                                        | Játékvezető: Sven Bergman |
| 27 | Lövések         | 23                                     |                                        | Játékvezető: Sven Bergman |
| 14:45 – Tanaka (Suzuki, Keller) (PP2) | 1–0             |                                        |                                        | Játékvezető: Sven Bergman |
| 15:22 – Tonosaki (Osawa, Ueno) (PP) | 2–0             |                                        |                                        | Játékvezető: Sven Bergman |
| | 2–1             | 22:08 – Kieras (Verenis, Kumeliauskas) |                                        | Játékvezető: Sven Bergman |
| 24:04 – Kawashima (Suzuki, Tanaka) (PP) | 3–1             |                                        |                                        |                           |
| 36:21 – Suzuki (Kawai, Iimura) | 4–1             |                                        |                                        |                           |
| 42:18 – Ishioka (Tanaka, Sato) | 5–1             |                                        |                                        |                           |
| 45:11 – Kawai (Iimura, Suzuki) | 6–1             |                                        |                                        |                           |
| 59:20 – Ueno (Shigeno, Osawa) | 7–1             |                                        |                                        |                           |

| 2010. április 25. 17:00 | Hollandia | 3–2 (h.u.) (2–1, 0–1, 0–0, 1–0) | Szerbia | IJssportcentrum Nézőszám: 2120 |

| Jegyzőkönyv | Jegyzőkönyv     | Jegyzőkönyv                                   | Jegyzőkönyv   | Jegyzőkönyv                   |
| --- | --------------- | --------------------------------------------- | ------------- | ----------------------------- |
| | Phil Groeneveld | Kapusok                                       | Milan Lukovic | Játékvezető: Jimmy Bergamelli |
| \| 4:38 – Kars (Houkes) \| 1–0 \| \| \| 7:15 – van Schagen (Kars, Wurm) \| 2–0 \| \| \| \| 2–1 \| 15:45 – Mirkovic (Sretovic, Milovanovic) \| \| \| 2–2 \| 35:14 – Mirkovic (Milovanovic, Sretovic) (PP) \| \| 62:57 – Kars (Dalhuisen) \| 3–2 \| \| |                 |                                               |               | Játékvezető: Jimmy Bergamelli |
| 20 perc | Büntetések      | 48 perc                                       |               | Játékvezető: Jimmy Bergamelli |
| 50 | Lövések         | 28                                            |               | Játékvezető: Jimmy Bergamelli |
| 4:38 – Kars (Houkes) | 1–0             |                                               |               | Játékvezető: Jimmy Bergamelli |
| 7:15 – van Schagen (Kars, Wurm) | 2–0             |                                               |               | Játékvezető: Jimmy Bergamelli |
| | 2–1             | 15:45 – Mirkovic (Sretovic, Milovanovic)      |               | Játékvezető: Jimmy Bergamelli |
| | 2–2             | 35:14 – Mirkovic (Milovanovic, Sretovic) (PP) |               |                               |
| 62:57 – Kars (Dalhuisen) | 3–2             |                                               |               |                               |

| 2010. április 25. 20:30 | Ausztria | 2–1 (1–0, 0–0, 1–1) | Ukrajna | IJssportcentrum Nézőszám: 1750 |

| Jegyzőkönyv | Jegyzőkönyv    | Jegyzőkönyv                     | Jegyzőkönyv         | Jegyzőkönyv                   |
| --- | -------------- | ------------------------------- | ------------------- | ----------------------------- |
| | Reinhard Divis | Kapusok                         | Konstiantyn Simchuk | Játékvezető: Lars Brueggemann |
| \| 1:56 – Raffl (Kaspitz, Unterluggauer) (PP) \| 1–0 \| \| \| \| 1–1 \| 50:06 – Sriubko (Tolkunov) (PP) \| \| 51:55 – Trattnig (Kaspitz, Raffl) \| 2–1 \| \| |                |                                 |                     | Játékvezető: Lars Brueggemann |
| 35 perc | Büntetések     | 76 perc                         |                     | Játékvezető: Lars Brueggemann |
| 22 | Lövések        | 28                              |                     | Játékvezető: Lars Brueggemann |
| 1:56 – Raffl (Kaspitz, Unterluggauer) (PP) | 1–0            |                                 |                     | Játékvezető: Lars Brueggemann |
| | 1–1            | 50:06 – Sriubko (Tolkunov) (PP) |                     | Játékvezető: Lars Brueggemann |
| 51:55 – Trattnig (Kaspitz, Raffl) | 2–1            |                                 |                     | Játékvezető: Lars Brueggemann |

### B csoport
| Nemzet         | M | Gy | HGy | HV | V | G+ | G- | Gk  | P  |
| -------------- | - | -- | --- | -- | - | -- | -- | --- | -- |
| Szlovénia      | 5 | 4  | 1   | 0  | 0 | 29 | 10 | 19  | 14 |
| Magyarország   | 5 | 4  | 0   | 0  | 1 | 21 | 6  | 15  | 12 |
| Lengyelország  | 5 | 3  | 0   | 0  | 2 | 15 | 12 | 3   | 9  |
| Nagy-Britannia | 5 | 2  | 0   | 1  | 2 | 10 | 10 | 0   | 7  |
| Dél-Korea      | 5 | 1  | 0   | 0  | 4 | 13 | 21 | -8  | 3  |
| Horvátország   | 5 | 0  | 0   | 0  | 5 | 4  | 33 | -29 | 0  |

| 2010. április 17. 13:00 | Dél-Korea | 2–4 (0–0, 1–3, 1–1) | Magyarország | Tivoli Hall Nézőszám: 510 |

| Jegyzőkönyv | Jegyzőkönyv                 | Jegyzőkönyv                     | Jegyzőkönyv    | Jegyzőkönyv                     |
| --- | --------------------------- | ------------------------------- | -------------- | ------------------------------- |
| | Hyun Seung Eum Sung Je Park | Kapusok                         | Hetényi Zoltán | Játékvezető: Vladimir Nalivaiko |
| \| 20:36 – Kim KS (Song DH, Kim WJ) \| 1–0 \| \| \| \| 1–1 \| 23:09 – Holéczy (Magosi, Kóger) \| \| \| 1–2 \| 28:51 – Vas (Kóger, Nagy) \| \| \| 1–3 \| 31:28 – Peterdi (Vas) \| \| \| 1–4 \| 41:36 – Kovács (Fekete) (SH) \| \| 49:32 – Kim KS (Cho MH, Kim WJ) \| 2–4 \| \| |                             |                                 |                | Játékvezető: Vladimir Nalivaiko |
| 6 perc | Büntetések                  | 12 perc                         |                | Játékvezető: Vladimir Nalivaiko |
| 23 | Lövések                     | 27                              |                | Játékvezető: Vladimir Nalivaiko |
| 20:36 – Kim KS (Song DH, Kim WJ) | 1–0                         |                                 |                | Játékvezető: Vladimir Nalivaiko |
| | 1–1                         | 23:09 – Holéczy (Magosi, Kóger) |                | Játékvezető: Vladimir Nalivaiko |
| | 1–2                         | 28:51 – Vas (Kóger, Nagy)       |                | Játékvezető: Vladimir Nalivaiko |
| | 1–3                         | 31:28 – Peterdi (Vas)           |                |                                 |
| | 1–4                         | 41:36 – Kovács (Fekete) (SH)    |                |                                 |
| 49:32 – Kim KS (Cho MH, Kim WJ) | 2–4                         |                                 |                |                                 |

| 2010. április 17. 16:30 | Horvátország | 1–4 (1–1, 0–2, 0–1) | Nagy-Britannia | Tivoli Hall Nézőszám: 530 |

| Jegyzőkönyv | Jegyzőkönyv | Jegyzőkönyv                    | Jegyzőkönyv    | Jegyzőkönyv              |
| --- | ----------- | ------------------------------ | -------------- | ------------------------ |
| | Vanja Belic | Kapusok                        | Stephen Murphy | Játékvezető: Viki Trilar |
| \| \| 0–1 \| 4:48 – Phillips (Dowd) \| \| 12:45 – Kanaet (Rendulic, Glavota) (PP2) \| 1–1 \| \| \| \| 1–2 \| 30:56 – O'Connor (Shields) \| \| \| 1–3 \| 37:07 – Chambers (Phillips) \| \| \| 1–4 \| 56:29 – Dowd (Hill, Tait) (PP) \| |             |                                |                | Játékvezető: Viki Trilar |
| 16 perc | Büntetések  | 12 perc                        |                | Játékvezető: Viki Trilar |
| 21 | Lövések     | 43                             |                | Játékvezető: Viki Trilar |
| | 0–1         | 4:48 – Phillips (Dowd)         |                | Játékvezető: Viki Trilar |
| 12:45 – Kanaet (Rendulic, Glavota) (PP2) | 1–1         |                                |                | Játékvezető: Viki Trilar |
| | 1–2         | 30:56 – O'Connor (Shields)     |                | Játékvezető: Viki Trilar |
| | 1–3         | 37:07 – Chambers (Phillips)    |                |                          |
| | 1–4         | 56:29 – Dowd (Hill, Tait) (PP) |                |                          |

| 2010. április 17. 20:00 | Lengyelország | 2–3 (1–3, 1–0, 0–0) | Szlovénia | Tivoli Hall Nézőszám: 3000 |

| Jegyzőkönyv | Jegyzőkönyv        | Jegyzőkönyv                         | Jegyzőkönyv    | Jegyzőkönyv                  |
| --- | ------------------ | ----------------------------------- | -------------- | ---------------------------- |
| | Krzystof Zborowski | Kapusok                             | Andrej Hocevar | Játékvezető: Miroslav Jebavy |
| \| \| 0–1 \| 2:56 – Kovacevic (Sivic) \| \| 13:44 – Csorich (Drzewiecki) (PP) \| 1–1 \| \| \| \| 1–2 \| 14:17 – Razingar (Sivic, Hebar) \| \| \| 1–3 \| 19:49 – Urbas (Kuznik, Jeglic) (PP) \| \| 24:03 – Klys (Malasinski, Proszkiewicz)(PP) \| 2–3 \| \| |                    |                                     |                | Játékvezető: Miroslav Jebavy |
| 10 perc | Büntetések         | 12 perc                             |                | Játékvezető: Miroslav Jebavy |
| 34 | Lövések            | 34                                  |                | Játékvezető: Miroslav Jebavy |
| | 0–1                | 2:56 – Kovacevic (Sivic)            |                | Játékvezető: Miroslav Jebavy |
| 13:44 – Csorich (Drzewiecki) (PP) | 1–1                |                                     |                | Játékvezető: Miroslav Jebavy |
| | 1–2                | 14:17 – Razingar (Sivic, Hebar)     |                | Játékvezető: Miroslav Jebavy |
| | 1–3                | 19:49 – Urbas (Kuznik, Jeglic) (PP) |                |                              |
| 24:03 – Klys (Malasinski, Proszkiewicz)(PP) | 2–3                |                                     |                |                              |

| 2010. április 18. 13:00 | Nagy-Britannia | 2–1 (0–0, 1–1, 1–0) | Dél-Korea | Tivoli Hall Nézőszám: 520 |

| Jegyzőkönyv | Jegyzőkönyv | Jegyzőkönyv              | Jegyzőkönyv  | Jegyzőkönyv                  |
| --- | ----------- | ------------------------ | ------------ | ---------------------------- |
| | Stevie Lyle | Kapusok                  | Sung Je Park | Játékvezető: Miroslav Jebavy |
| \| 26:46 – Hill (Weaver, O'Connor) (PP) \| 1–0 \| \| \| \| 1–1 \| 37:21 – Song DH (Kim KS) \| \| 49:41 – Hewitt (Tait) \| 2–1 \| \| |             |                          |              | Játékvezető: Miroslav Jebavy |
| 14 perc | Büntetések  | 10 perc                  |              | Játékvezető: Miroslav Jebavy |
| 25 | Lövések     | 29                       |              | Játékvezető: Miroslav Jebavy |
| 26:46 – Hill (Weaver, O'Connor) (PP)                                                                                                | 1–0         |                          |              | Játékvezető: Miroslav Jebavy |
| | 1–1         | 37:21 – Song DH (Kim KS) |              | Játékvezető: Miroslav Jebavy |
| 49:41 – Hewitt (Tait) | 2–1         |                          |              | Játékvezető: Miroslav Jebavy |

| 2010. április 18. 16:30 | Magyarország | 6–0 (2–0, 0–0, 4–0) | Lengyelország | Tivoli Hall Nézőszám: 640 |

| Jegyzőkönyv | Jegyzőkönyv    | Jegyzőkönyv | Jegyzőkönyv                       | Jegyzőkönyv              |
| --- | -------------- | ----------- | --------------------------------- | ------------------------ |
| | Hetényi Zoltán | Kapusok     | Krzystof Zborowski Kamil Kosowski | Játékvezető: Viki Trilar |
| \| 8:38 – Sofron \| 1–0 \| \| \| 10:17 – Vas (Ladányi, Tokaji) (PP) \| 2–0 \| \| \| 40:14 – Vas (Ladányi, Horváth) \| 3–0 \| \| \| 45:14 – Sille (Holéczy, Sofron) \| 4–0 \| \| \| 45:43 – Horváth (Ladányi, Vas) \| 5–0 \| \| \| 57:22 – Ladányi (Sille) \| 6–0 \| \| |                |             |                                   | Játékvezető: Viki Trilar |
| 4 perc | Büntetések     | 4 perc      |                                   | Játékvezető: Viki Trilar |
| 31 | Lövések        | 29          |                                   | Játékvezető: Viki Trilar |
| 8:38 – Sofron | 1–0            |             |                                   | Játékvezető: Viki Trilar |
| 10:17 – Vas (Ladányi, Tokaji) (PP) | 2–0            |             |                                   | Játékvezető: Viki Trilar |
| 40:14 – Vas (Ladányi, Horváth) | 3–0            |             |                                   | Játékvezető: Viki Trilar |
| 45:14 – Sille (Holéczy, Sofron) | 4–0            |             |                                   |                          |
| 45:43 – Horváth (Ladányi, Vas) | 5–0            |             |                                   |                          |
| 57:22 – Ladányi (Sille) | 6–0            |             |                                   |                          |

| 2010. április 18. 20:00 | Szlovénia | 10–1 (6–0, 1–1, 3–0) | Horvátország | Tivoli Hall Nézőszám: 3500 |

| Jegyzőkönyv | Jegyzőkönyv              | Jegyzőkönyv                          | Jegyzőkönyv | Jegyzőkönyv                     |
| --- | ------------------------ | ------------------------------------ | ----------- | ------------------------------- |
| | Andrej Hocevar Ales Sila | Kapusok                              | Vanja Belic | Játékvezető: Vladimir Nalivaiko |
| \| 1:04 – Kovacevic (Razingar, Sivic) \| 1–0 \| \| \| 5:28 – Mursak (M. Rodman) (SH) \| 2–0 \| \| \| 9:07 – Razingar (Hebar, Kovacevic) \| 3–0 \| \| \| 9:21 – Pance (Golicic) \| 4–0 \| \| \| 11:20 – Jeglic (Urbas, Ticar) \| 5–0 \| \| \| 14:17 – Pavlin (Ticar, Urbas) (PP) \| 6–0 \| \| \| \| 6–1 \| 23:58 – Novak (Kucera, Glavota) (PP) \| \| 35:39 – M. Rodman (Mursak, D. Rodman) \| 7–1 \| \| \| 50:30 – Mursak (M. Rodman, D. Rodman) (PP) \| 8–1 \| \| \| 50:47 – Ticar (Jeglic) \| 9–1 \| \| \| 59:57 – Ticar (Jeglic, Urbas) \| 10–1 \| \| |                          |                                      |             | Játékvezető: Vladimir Nalivaiko |
| 12 perc | Büntetések               | 16 perc                              |             | Játékvezető: Vladimir Nalivaiko |
| 49 | Lövések                  | 18                                   |             | Játékvezető: Vladimir Nalivaiko |
| 1:04 – Kovacevic (Razingar, Sivic) | 1–0                      |                                      |             | Játékvezető: Vladimir Nalivaiko |
| 5:28 – Mursak (M. Rodman) (SH) | 2–0                      |                                      |             | Játékvezető: Vladimir Nalivaiko |
| 9:07 – Razingar (Hebar, Kovacevic) | 3–0                      |                                      |             | Játékvezető: Vladimir Nalivaiko |
| 9:21 – Pance (Golicic) | 4–0                      |                                      |             |                                 |
| 11:20 – Jeglic (Urbas, Ticar) | 5–0                      |                                      |             |                                 |
| 14:17 – Pavlin (Ticar, Urbas) (PP) | 6–0                      |                                      |             |                                 |
| | 6–1                      | 23:58 – Novak (Kucera, Glavota) (PP) |             |                                 |
| 35:39 – M. Rodman (Mursak, D. Rodman) | 7–1                      |                                      |             |                                 |
| 50:30 – Mursak (M. Rodman, D. Rodman) (PP) | 8–1                      |                                      |             |                                 |
| 50:47 – Ticar (Jeglic) | 9–1                      |                                      |             |                                 |
| 59:57 – Ticar (Jeglic, Urbas) | 10–1                     |                                      |             |                                 |

| 2010. április 20. 13:00 | Dél-Korea | 2–5 (1–3, 1–1, 0–1) | Lengyelország | Tivoli Hall Nézőszám: 362 |

| Jegyzőkönyv | Jegyzőkönyv  | Jegyzőkönyv                                 | Jegyzőkönyv         | Jegyzőkönyv              |
| --- | ------------ | ------------------------------------------- | ------------------- | ------------------------ |
| | Sung Je Park | Kapusok                                     | Krzysztof Zborowski | Játékvezető: Viki Trilar |
| \| \| 0–1 \| 3:50 – Laszkiewicz (Drzewiecki, Dziubinski) \| \| \| 0–2 \| 7:01 – Kotlorz (Laszkiewicz) \| \| 7:33 – Song DH (Kim KS) \| 1–2 \| \| \| \| 1–3 \| 19:53 – Dziubinski (Malasinski, Kotlorz) \| \| 33:30 – Cho MH (Kim WJ, Kim KS) (PP) \| 2–3 \| \| \| \| 2–4 \| 36:38 – Rzeszutko (Rozanski) \| \| \| 2–5 \| 55:05 – Wajda (Dziubinski) (PP) \| |              |                                             |                     | Játékvezető: Viki Trilar |
| 10 perc | Büntetések   | 8 perc                                      |                     | Játékvezető: Viki Trilar |
| 37 | Lövések      | 21                                          |                     | Játékvezető: Viki Trilar |
| | 0–1          | 3:50 – Laszkiewicz (Drzewiecki, Dziubinski) |                     | Játékvezető: Viki Trilar |
| | 0–2          | 7:01 – Kotlorz (Laszkiewicz)                |                     | Játékvezető: Viki Trilar |
| 7:33 – Song DH (Kim KS) | 1–2          |                                             |                     | Játékvezető: Viki Trilar |
| | 1–3          | 19:53 – Dziubinski (Malasinski, Kotlorz)    |                     |                          |
| 33:30 – Cho MH (Kim WJ, Kim KS) (PP) | 2–3          |                                             |                     |                          |
| | 2–4          | 36:38 – Rzeszutko (Rozanski)                |                     |                          |
| | 2–5          | 55:05 – Wajda (Dziubinski) (PP)             |                     |                          |

| 2010. április 20. 16:30 | Magyarország | 8–0 (3–0, 5–0, 0–0) | Horvátország | Tivoli Hall Nézőszám: 623 |

| Jegyzőkönyv | Jegyzőkönyv                 | Jegyzőkönyv | Jegyzőkönyv     | Jegyzőkönyv                     |
| --- | --------------------------- | ----------- | --------------- | ------------------------------- |
| | Hetényi Zoltán Rajna Miklós | Kapusok     | Matija Tackovic | Játékvezető: Vladimir Nalivaiko |
| \| 3:27 – Vas (Tokaji, Ladányi) \| 1–0 \| \| \| 3:53 – Fekete (Palkovics, Kovács) \| 2–0 \| \| \| 15:56 – Peterdi (Horváth, Kóger) (PP) \| 3–0 \| \| \| 24:39 – Peterdi (Kóger, G. Nagy) (PP) \| 4–0 \| \| \| 26:38 – Ladányi (Vas) (PP) \| 5–0 \| \| \| 29:41 – Svasznek \| 6–0 \| \| \| 32:10 – Peterdi (Szirányi, G. Nagy) \| 7–0 \| \| \| 32:57 – Magosi (Sofron, Holéczy) \| 8–0 \| \| |                             |             |                 | Játékvezető: Vladimir Nalivaiko |
| 6 perc | Büntetések                  | 10 perc     |                 | Játékvezető: Vladimir Nalivaiko |
| 44 | Lövések                     | 18          |                 | Játékvezető: Vladimir Nalivaiko |
| 3:27 – Vas (Tokaji, Ladányi) | 1–0                         |             |                 | Játékvezető: Vladimir Nalivaiko |
| 3:53 – Fekete (Palkovics, Kovács) | 2–0                         |             |                 | Játékvezető: Vladimir Nalivaiko |
| 15:56 – Peterdi (Horváth, Kóger) (PP) | 3–0                         |             |                 | Játékvezető: Vladimir Nalivaiko |
| 24:39 – Peterdi (Kóger, G. Nagy) (PP) | 4–0                         |             |                 |                                 |
| 26:38 – Ladányi (Vas) (PP) | 5–0                         |             |                 |                                 |
| 29:41 – Svasznek | 6–0                         |             |                 |                                 |
| 32:10 – Peterdi (Szirányi, G. Nagy) | 7–0                         |             |                 |                                 |
| 32:57 – Magosi (Sofron, Holéczy) | 8–0                         |             |                 |                                 |

| 2010. április 20. 20:00 | Szlovénia | 4–3 (h.u.) (1–0, 1–0, 1–3, 1–0) | Nagy-Britannia | Tivoli Hall Nézőszám: 3600 |

| Jegyzőkönyv | Jegyzőkönyv    | Jegyzőkönyv                     | Jegyzőkönyv    | Jegyzőkönyv                  |
| --- | -------------- | ------------------------------- | -------------- | ---------------------------- |
| | Andrej Hocevar | Kapusok                         | Stephen Murphy | Játékvezető: Miroslav Jebavy |
| \| 18:33 – Urbas (Jeglic, Ticar) (PP) \| 1–0 \| \| \| 29:14 – Ticar (Milovanovic, Jeglic) \| 2–0 \| \| \| \| 2–1 \| 45:20 – Tait (Chambers) (PP) \| \| \| 2–2 \| 45:42 – Garside \| \| 51:02 – Ticar (Jeglic, Urbas) \| 3–2 \| \| \| \| 3–3 \| 59:08 – Phillips (Clarke, Tait) \| \| 61:40 – Jeglic (Music) \| 4–3 \| \| |                |                                 |                | Játékvezető: Miroslav Jebavy |
| 16 perc | Büntetések     | 22 perc                         |                | Játékvezető: Miroslav Jebavy |
| 35 | Lövések        | 20                              |                | Játékvezető: Miroslav Jebavy |
| 18:33 – Urbas (Jeglic, Ticar) (PP) | 1–0            |                                 |                | Játékvezető: Miroslav Jebavy |
| 29:14 – Ticar (Milovanovic, Jeglic) | 2–0            |                                 |                | Játékvezető: Miroslav Jebavy |
| | 2–1            | 45:20 – Tait (Chambers) (PP)    |                | Játékvezető: Miroslav Jebavy |
| | 2–2            | 45:42 – Garside                 |                |                              |
| 51:02 – Ticar (Jeglic, Urbas) | 3–2            |                                 |                |                              |
| | 3–3            | 59:08 – Phillips (Clarke, Tait) |                |                              |
| 61:40 – Jeglic (Music) | 4–3            |                                 |                |                              |

| 2010. április 21. 13:00 | Lengyelország | 6–0 (3–0, 2–0, 1–0) | Horvátország | Tivoli Hall Nézőszám: 356 |

| Jegyzőkönyv | Jegyzőkönyv         | Jegyzőkönyv | Jegyzőkönyv | Jegyzőkönyv                  |
| --- | ------------------- | ----------- | ----------- | ---------------------------- |
| | Krzysztof Zborowski | Kapusok     | Vanja Belic | Játékvezető: Miroslav Jebavy |
| \| 3:00 – Rzeszutko (Baginski, Csorich) \| 1–0 \| \| \| 3:57 – Danieluk (Lopuski, Sarnik) \| 2–0 \| \| \| 13:03 – Lopuski (Danieluk, Sarnik) \| 3–0 \| \| \| 31:49 – Pasiut (Laszkiewicz, Drzewiecki) (PP) \| 4–0 \| \| \| 39:14 – Malasinski (Rompkowski) (SH) \| 5–0 \| \| \| 59:16 – Dutka (Rompkowski, Kolusz) (PP) \| 6–0 \| \| |                     |             |             | Játékvezető: Miroslav Jebavy |
| 4 perc | Büntetések          | 42 perc     |             | Játékvezető: Miroslav Jebavy |
| 64 | Lövések             | 11          |             | Játékvezető: Miroslav Jebavy |
| 3:00 – Rzeszutko (Baginski, Csorich) | 1–0                 |             |             | Játékvezető: Miroslav Jebavy |
| 3:57 – Danieluk (Lopuski, Sarnik) | 2–0                 |             |             | Játékvezető: Miroslav Jebavy |
| 13:03 – Lopuski (Danieluk, Sarnik) | 3–0                 |             |             | Játékvezető: Miroslav Jebavy |
| 31:49 – Pasiut (Laszkiewicz, Drzewiecki) (PP) | 4–0                 |             |             |                              |
| 39:14 – Malasinski (Rompkowski) (SH) | 5–0                 |             |             |                              |
| 59:16 – Dutka (Rompkowski, Kolusz) (PP) | 6–0                 |             |             |                              |

| 2010. április 21. 16:30 | Nagy-Britannia | 0–2 (0–0, 0–1, 0–1) | Magyarország | Tivoli Hall Nézőszám: 1500 |

| Jegyzőkönyv                                                                                      | Jegyzőkönyv    | Jegyzőkönyv                           | Jegyzőkönyv    | Jegyzőkönyv              |
| ------------------------------------------------------------------------------------------------ | -------------- | ------------------------------------- | -------------- | ------------------------ |
|                                                                                                  | Stephen Murphy | Kapusok                               | Hetényi Zoltán | Játékvezető: Viki Trilar |
| \| \| 0–1 \| 30:24 – Fekete (Palkovics, Ennaffati) \| \| \| 0–2 \| 45:43 – Palkovics (Kovacs) \| |                |                                       |                | Játékvezető: Viki Trilar |
| 37 perc                                                                                          | Büntetések     | 8 perc                                |                | Játékvezető: Viki Trilar |
| 35                                                                                               | Lövések        | 34                                    |                | Játékvezető: Viki Trilar |
|                                                                                                  | 0–1            | 30:24 – Fekete (Palkovics, Ennaffati) |                | Játékvezető: Viki Trilar |
|                                                                                                  | 0–2            | 45:43 – Palkovics (Kovacs)            |                | Játékvezető: Viki Trilar |

| 2010. április 21. 20:00 | Szlovénia | 8–3 (3–0, 2–2, 3–1) | Dél-Korea | Tivoli Hall Nézőszám: 2800 |

| Jegyzőkönyv | Jegyzőkönyv    | Jegyzőkönyv                      | Jegyzőkönyv  | Jegyzőkönyv                     |
| --- | -------------- | -------------------------------- | ------------ | ------------------------------- |
| | Andrej Hocevar | Kapusok                          | Sung Je Park | Játékvezető: Vladimir Nalivaiko |
| \| 4:58 – Mursak (M. Rodman) \| 1–0 \| \| \| 6:56 – Kranjc (Sivic) \| 2–0 \| \| \| 12:16 – Ticar (Urbas, Jeglic) (PP) \| 3–0 \| \| \| \| 3–1 \| 20:22 – Kim WJ (Song DH, Kim KS) \| \| 25:04 – Pretnar (Pance) \| 4–1 \| \| \| 32:36 – Sivic (Hebar, Tavzelj) \| 5–1 \| \| \| \| 5–2 \| 34:57 – Park WS (Song DH) \| \| 40:33 – D. Rodman (M. Rodman, Mursak) \| 6–2 \| \| \| 46:47 – Mursak (M. Rodman, D. Rodman) \| 7–2 \| \| \| 54:12 – Razingar (Hebar, Sivic) \| 8–2 \| \| \| \| 8–3 \| 55:09 – Ahn (Kim WJ, Kim HS) \| |                |                                  |              | Játékvezető: Vladimir Nalivaiko |
| 14 perc | Büntetések     | 16 perc                          |              | Játékvezető: Vladimir Nalivaiko |
| 34 | Lövések        | 28                               |              | Játékvezető: Vladimir Nalivaiko |
| 4:58 – Mursak (M. Rodman) | 1–0            |                                  |              | Játékvezető: Vladimir Nalivaiko |
| 6:56 – Kranjc (Sivic) | 2–0            |                                  |              | Játékvezető: Vladimir Nalivaiko |
| 12:16 – Ticar (Urbas, Jeglic) (PP) | 3–0            |                                  |              | Játékvezető: Vladimir Nalivaiko |
| | 3–1            | 20:22 – Kim WJ (Song DH, Kim KS) |              |                                 |
| 25:04 – Pretnar (Pance) | 4–1            |                                  |              |                                 |
| 32:36 – Sivic (Hebar, Tavzelj) | 5–1            |                                  |              |                                 |
| | 5–2            | 34:57 – Park WS (Song DH)        |              |                                 |
| 40:33 – D. Rodman (M. Rodman, Mursak) | 6–2            |                                  |              |                                 |
| 46:47 – Mursak (M. Rodman, D. Rodman) | 7–2            |                                  |              |                                 |
| 54:12 – Razingar (Hebar, Sivic) | 8–2            |                                  |              |                                 |
| | 8–3            | 55:09 – Ahn (Kim WJ, Kim HS)     |              |                                 |

| 2010. április 23. 13:00 | Horvátország | 2–5 (1–3, 0–1, 1–1) | Dél-Korea | Tivoli Hall Nézőszám: 350 |

| Jegyzőkönyv | Jegyzőkönyv | Jegyzőkönyv                          | Jegyzőkönyv  | Jegyzőkönyv              |
| --- | ----------- | ------------------------------------ | ------------ | ------------------------ |
| | Vanja Belic | Kapusok                              | Sung Je Park | Játékvezető: Viki Trilar |
| \| \| 0–1 \| 0:41 – Song DH \| \| \| 0–2 \| 8:01 – Song DH (Kim HS, Kim DH) (PP) \| \| 9:15 – Lovrencic (Smerdelj) \| 1–2 \| \| \| \| 1–3 \| 11:05 – Park WS (Kim WJ, Kim KS) \| \| \| 1–4 \| 22:49 – Kim KS (Park WS) \| \| \| 1–5 \| 57:26 – Kim WJ (Kim DH, Lee YJ) \| \| 58:57 – Kanaet (Blagus) \| 2–5 \| \| |             |                                      |              | Játékvezető: Viki Trilar |
| 4 perc | Büntetések  | 2 perc                               |              | Játékvezető: Viki Trilar |
| 29 | Lövések     | 33                                   |              | Játékvezető: Viki Trilar |
| | 0–1         | 0:41 – Song DH                       |              | Játékvezető: Viki Trilar |
| | 0–2         | 8:01 – Song DH (Kim HS, Kim DH) (PP) |              | Játékvezető: Viki Trilar |
| 9:15 – Lovrencic (Smerdelj) | 1–2         |                                      |              | Játékvezető: Viki Trilar |
| | 1–3         | 11:05 – Park WS (Kim WJ, Kim KS)     |              |                          |
| | 1–4         | 22:49 – Kim KS (Park WS)             |              |                          |
| | 1–5         | 57:26 – Kim WJ (Kim DH, Lee YJ)      |              |                          |
| 58:57 – Kanaet (Blagus) | 2–5         |                                      |              |                          |

| 2010. április 23. 16:30 | Nagy-Britannia | 1–2 (1–0, 0–1, 0–1) | Lengyelország | Tivoli Hall Nézőszám: 350 |

| Jegyzőkönyv | Jegyzőkönyv    | Jegyzőkönyv                  | Jegyzőkönyv         | Jegyzőkönyv                  |
| --- | -------------- | ---------------------------- | ------------------- | ---------------------------- |
| | Stephen Murphy | Kapusok                      | Krzysztof Zborowski | Játékvezető: Miroslav Jebavy |
| \| 17:13 – Hill (Cowley, Richardson) \| 1–0 \| \| \| \| 1–1 \| 37:57 – Rzeszutko (Kotlorz) \| \| \| 1–2 \| 53:43 – Lopuski (Dziubinski) \| |                |                              |                     | Játékvezető: Miroslav Jebavy |
| 8 perc | Büntetések     | 8 perc                       |                     | Játékvezető: Miroslav Jebavy |
| 20 | Lövések        | 43                           |                     | Játékvezető: Miroslav Jebavy |
| 17:13 – Hill (Cowley, Richardson) | 1–0            |                              |                     | Játékvezető: Miroslav Jebavy |
| | 1–1            | 37:57 – Rzeszutko (Kotlorz)  |                     | Játékvezető: Miroslav Jebavy |
| | 1–2            | 53:43 – Lopuski (Dziubinski) |                     | Játékvezető: Miroslav Jebavy |

| 2010. április 23. 20:00 | Magyarország | 1–4 (1–1, 0–1, 0–2) | Szlovénia | Tivoli Hall Nézőszám: 4500 |

| Jegyzőkönyv | Jegyzőkönyv    | Jegyzőkönyv                     | Jegyzőkönyv    | Jegyzőkönyv                     |
| --- | -------------- | ------------------------------- | -------------- | ------------------------------- |
| | Hetényi Zoltán | Kapusok                         | Andrej Hocevar | Játékvezető: Vladimir Nalivaiko |
| \| \| 0–1 \| 0:50 – Ticar (Pange, Jeglic) \| \| 8:37 – Vas (Sille) (SH) \| 1–1 \| \| \| \| 1–2 \| 37:42 – Kranjc (Kovacevic) (PP) \| \| \| 1–3 \| 41:06 – Ticar (Jeglic, Pavlin) \| \| \| 1–4 \| 53:30 – Mursak (Kranjc) \| |                |                                 |                | Játékvezető: Vladimir Nalivaiko |
| 36 perc | Büntetések     | 8 perc                          |                | Játékvezető: Vladimir Nalivaiko |
| 15 | Lövések        | 36                              |                | Játékvezető: Vladimir Nalivaiko |
| | 0–1            | 0:50 – Ticar (Pange, Jeglic)    |                | Játékvezető: Vladimir Nalivaiko |
| 8:37 – Vas (Sille) (SH) | 1–1            |                                 |                | Játékvezető: Vladimir Nalivaiko |
| | 1–2            | 37:42 – Kranjc (Kovacevic) (PP) |                | Játékvezető: Vladimir Nalivaiko |
| | 1–3            | 41:06 – Ticar (Jeglic, Pavlin)  |                |                                 |
| | 1–4            | 53:30 – Mursak (Kranjc)         |                |                                 |